# Gerald Veasley
Gerald Veasley (Filadelfia, 28 luglio 1955) è un bassista statunitense.

## Biografia
Nato e cresciuto a Filadelfia, Pennsylvania,  iniziò da adolescente a suonare in un gruppo R&B. Ha lavorato con Joe Zawinul dal 1988 al 1995 e dal 1992 ha iniziato a pubblicare dischi da solista. Durante questo periodo ha svolto anche il lavoro di musicista da studio. Il suo album Your Move del 2008 si è attestato alla dodicesima posizione dell'U.S. Billboard Top Contemporary Jazz Albums chart.
Veasley ha anche lavorato come DJ per una radio smooth jazz di Filadelfia, la WJJZ.

## Discografia
- 1992 - Look Ahead
- 1996 - Signs
- 1997 - Soul Control
- 1999 - Love Letters
- 2001 - On the Fast Track
- 2003 - Velvet
- 2005 - At the Jazz Base!
- 2008 - Your Move
- 2011 - Mingus Project